# Charles City (Iowa)
Charles City è una città degli Stati Uniti d'America, situata nello Stato dell'Iowa e in particolare nella Contea di Floyd, della quale è il capoluogo.